# Miasteczko Point Pleasant
Miasteczko Point Pleasant (ang. Point Pleasant) – serial emitowany przez stację FOX od 19 stycznia do 1 marca 2005 roku.
Polska premiera odbyła się 17 listopada 2006 roku w stacji TV4, później serial emitowany był na antenie Polsatu.
Zdjęcia do serialu były kręcone w Los Angeles (pilot) oraz San Diego w stanie Kalifornia.

## Opis fabuły
W zazwyczaj spokojnym nadmorskim miasteczku Point Pleasant od czasu pewnego gwałtownego sztormu zaczynają dziać się dziwne rzeczy. W czasie owej burzy miejscowy ratownik Jesse Parker ratuje z narażeniem życia piękną Christinę Nickson z odmętów oceanu. Jesse nie wie, że jego bohaterski wyczyn to początek piekła, które wkrótce rozpęta się w miasteczku.
Jesse przyprowadza Christinę do domu Doktora Bena Kramera i jego żony Meg, których izolująca się od otoczenia córka, Judy, z miejsca nabiera sympatii do gościa. Dla Kramerów, którzy mają za sobą ciężkie przeżycia (ich najmłodsza córka zmarła parę lat temu) Christina jest jak promyk słońca, który dawno nie gościł w ich domu. Dla Christiny z kolei, Point Pleasant to wytchnienie od reżimu nowojorskiej szkoły z internatem i okazja do wspomnień o dawno utraconej matce, która stąd właśnie pochodziła.

## Obsada
- Elisabeth Harnois – Christina Nickson
- Grant Show – Lucas Boyd
- Samuel Page – Jesse Parker
- Aubrey Dollar – Judy Kramer
- Dina Meyer – Amber Hargrove
- Cameron Richardson – Paula Hargrove
- Brent Weber – Terry Burke
- Susan Walters – Meg Kramer
- Richard Burgi – Ben Kramer
- Clare Carey – Sarah Parker
- Alex Carter – Sheriff Logan Parker
- Ned Schmidtke – Father Matthew
- John Diehl – David Burke
- Adam Busch – Wes
- Elizabeth Ann Bennett – Holly

## Lista odcinków
Nakręcono 13 odcinków tego serialu, jednak z powodu niezadowalających wyników oglądalności jedynie 8 zostało wyświetlonych w telewizji FOX. Pozostałe epizody są dostępne na DVD.